# طويقان ذهبي الطوق
طويقان ذهبي الطوق (الاسم العلمي:Selenidera reinwardtii) (بالإنجليزية: Golden-collared Toucanet)‏ هو نوع من الطيور يتبع جنس طويقان ثنائي اللون من الفصيلة الطوقانية.